# 100-та піхотна дивізія (США)
100-та піхотна дивізія (США) (англ. 100th Infantry Division (United States) — військове з'єднання, піхотна дивізія армії США. Дивізія брала участь у бойових діях Другої світової війни. За станом на 2022 рік дивізія, штаб якої розміщений у Форт-Ноксі, штат Кентуккі, виконує функції головного тренувального формування Командування резерву армії США. З'єднання також відоме як «Дивізія століття» завдяки позначенню «100-й».
100-та піхотна дивізія має довгу історію. Спочатку вона була активована в середині 1918 року, занадто пізно, щоб встигнути взяти участь у бойових діях Першої світової війни. Натомість вона стала відома завдяки своїм подвигам у Другій світовій війні. Билася на Європейському театрі війни, дивізія просувалася через Францію та Німеччину, відбиваючи по дорозі сильні німецькі контратаки, до останнього дня війни. З 1946 року її відтворили втретє і переформували на основний хаб тренування та навчання армійських підрозділів та частин американської армії.

## Історія з'єднання
Вперше 100-та дивізія була сформована в Національній армії 12 липня 1918 року в Кемп Боуї, Техас. До її складу включили 199-ту піхотну бригаду з 397-го і 398-го піхотних полків і 200-у піхотну бригаду, з 399-го і 400-го піхотних полків. Чисельність кожної бригада дорівнювала приблизно 8000 солдатів. Потім дивізія почала готуватися до розгортання в Європі та приєднання до американських експедиційних сил у війні з Центральними державами. Перш ніж дивізія встигла завершити повний цикл розгортання та підготовки, 11 листопада 1918 року Перша світова війна закінчилася. В рамках післявоєнного скорочення 100-та дивізія почала демобілізацію.

### Міжвоєнний період
24 червня 1921 року дивізія була відновлена в Організованому резерві та приписана до XV корпусу. Зоною відповідальності дивізії визначалися Західна Вірджинія та Кентуккі. Штаб дивізії було організовано у Вілінгу 27 вересня 1921 року. Більшість офіцерів запасу були випускниками Корпусу підготовки офіцерів запасу (ROTC) Університету Західної Вірджинії, Університету Кентуккі або Державного педагогічного коледжу Західного Кентуккі. Як і більшість інших резервних дивізій, 100-та брала обмежену участь у великих маневрах у міжвоєнний період через нестачу особового складу та обладнання, лише проводячи звичайні тренування та керуючи громадянськими військовими навчальними таборами у своєму рідному регіоні.

### Друга світова війна
23 лютого 1942 року штаби 199-ї та 200-ї піхотних бригад були розформовані, а до складу дивізії були введені 397-й, 398-й та 399-й піхотні полки; 400-й піхотний полк було виведено. 100-та піхотна дивізія була уведена до складу американської регулярної армії 15 листопада 1942 року у Форт-Джексоні, Південна Кароліна. Рядовий і офіцерський склад комплектувався за рахунок 76-ї піхотної дивізії. Командиром 100-ї став генерал-майор Візерс А. Берресс, один із лише одинадцяти генералів, які командували своїми дивізіями від моменту мобілізації до кінця війни.

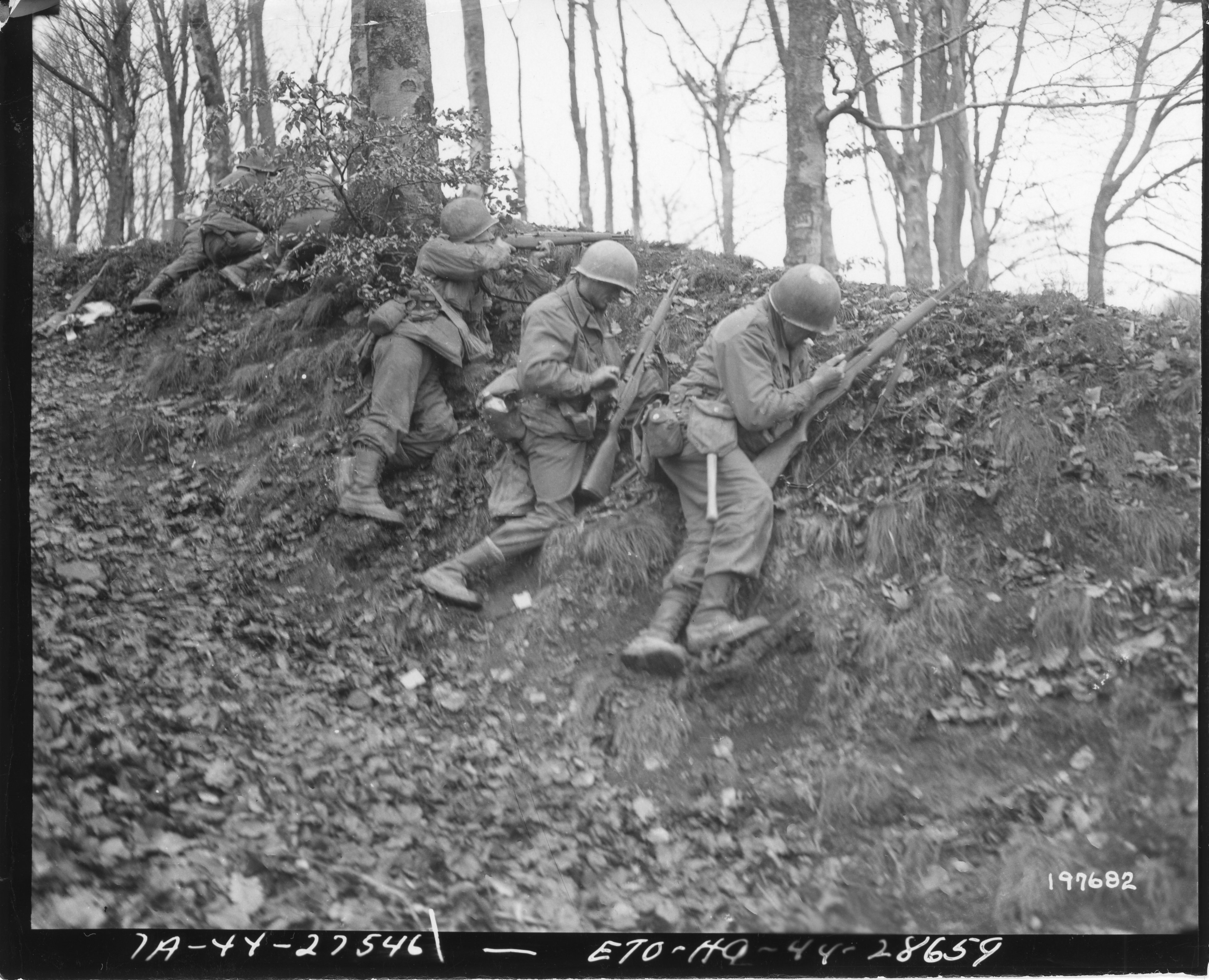
Підрозділ 100-ї дивізії в бою під французьким містом Ростег. 5 грудня 1944

З кінця 1943 до початку 1944 дивізія проходила навчання в горах штату Теннессі, а потім була відправлена у Форт-Брегг, штат Північна Кароліна, для подальшого навчання.
По завершенню повного циклу підготовку, 6 жовтня 1944 року дивізію доправили до Європи. 20 жовтня 100-та дивізія прибула до Марселя. Її включили до складу VI корпусу 7-ої армії, 6-ї групи армій США генерала Джейкоба Деверса.
1 листопада 1944 року підрозділи дивізії вперше вступили в бойове зіткнення із силами противника в районі Сен-Ремі в горах Вогези. 5 числа її частини вступили в бій, підтримуючи дії 45-ої піхотної дивізії в Баккара. З 12 листопада її формування розпочали наступ на позиції німецької оборонної лінії в горах Вогези. У ході боїв, у період з 16 до 26 листопада, підрозділи опанували Бертришам і Клерупт, прорвали німецьку оборону та захопили Раон-л'Етап і Сен-Блез-Муаєнмутьє. В подальшому продовжувала битися в районі Вогезів, часткою сил допомагала утримувати плацдарм Саверн-Геп, тоді як основна частина дивізії була виведена до резерву. 27 листопада 1944 року її передали з VI корпусу до XV корпусу США, а незабаром перевели до регіону Мозель.
У грудні 1944 року дивізія перейшла в наступ в районі французького міста Біч. Після запеклих боїв 6–10 грудня дивізія зайняла прилеглі райони Вінгена та Ламбера. Потім дивізія просунулася до Рейєрсвіллера, який здобула після низки боїв 11-13 грудня. 14 грудня полки 100-ї дивізії розпочали штурм незначного укріплення Фройденбург і форту Шиссек, головної фортифікаційної споруди в регіоні. 17 грудня форт Фройденбург був захоплений 398-м піхотним полком 100-ї дивізії; форт Шіссек капітулював після ще трьох днів важкого штурму до 20 грудня. Під час боїв на Виступі дивізія виконувала бойовий наказ з утримання оборонних позицій південніше Біча. Завдяки затятій обороні визначених позицій, особовий склад 100-ї дивізії пізніше стали йменувати як «Сучі сини». Після того, як атаки вермахту припинилися і німці почали відходити, у секторі стало загалом спокійно, і дивізія відновили підготовку до наступу на схід до Центральної Німеччини.
16 березня 1945 року американські війська 100-ї дивізії опанували Біч. 22 березня 1945 року її передали до XXI корпусу. Опанувавши з боями Нойштадт і Людвігсгафен, 24 березня дивізія вийшла до річки Рейн. 31 березня 1945 року 100-та піхотна дивізія форсувала Рейн і вирушила на південь слідом за 10-ю бронетанковою дивізією, а потім на схід через річку Неккар, створюючи та збільшуючи плацдарм з 4 по 11 квітня. 12 квітня після дев'ятиденних боїв був здобутий Гайльбронн і дивізія відновила стрімке переслідування ворога, 21 квітня досягнувши Штутгарта. 23 квітня її підрозділи зачистили Неккар на південний схід від Штутгарта, й потім її вивели для патрулювання сектору на схід від цього міста. Перемістившись до Геппінгена 30 квітня, дивізія зайнялася окупаційними функціями, оскільки війна в Європі закінчилася. Дивізія провела в боях 163 дні.
За час ведення бойових дій 100-та піхотна дивізія зазнала втрату 5 038 людей: 883 військових загинули або померли, 3 539 — дістали поранень, 483 — зникли безвісти та 491 потрапив у полон. Воїни дивізії власноруч взяли в полон 13 351 військових противника. Серед військовослужбовців дивізії три воїни стали кавалерами медалі Пошани, сім — хрестів «За видатні заслуги», п'ять — орденів Легіон Заслуг, 492 — медалі «Срібна зірка», 23 — Солдатські медалі, 5156 — медалей «Бронзова зірка» та 90 — Повітряних медалей. Сама дивізія за участь у кампанії на Західному фронті була відзначена трьома орденськими стрічками.

### Холодна війна
Восени 1946 року в Луїсвіллі, штат Кентуккі, дивізію відновили в резерві армії США як 100-ту повітрянодесантну дивізію. Ця дивізія була однією з небагатьох повітрянодесантних дивізій в армії США, що існувала стислий термін; у 1952 році дивізія була знову перейменована на 100-ту піхотну дивізію. З 1955 року її перетворили на потужний навчально-тренувальний центра армії США; місія полягала в тому, щоб забезпечувати повноцінну підготовку на базовому, просунутому і спеціальному рівнях солдатів і сержантів регулярних формувань, Резерву та Національної гвардії.